# O Eume
O Eume egy comarca (járás) Spanyolország Galicia autonóm közösségében, A Coruña tartományban. Székhelye . Népessége 2005-ös adatok szerint 27 760 fő volt.

## Települések
A székhely neve félkövérrel szerepel.
- Cabanas
- A Capela
- Monfero
- Pontedeume
- As Pontes de García Rodríguez